# Ракитная
Ракитная (укр. Рокитна) — река в Золочевском районе Львовской области, Украина. Правый приток Западного Буга (бассейн Вислы).
Длина реки 11 км, площадь бассейна 43 км². Русло слабоизвилистое (в нижнем течении более извилистое), в верхнем течении частично канализированное. Пойма в среднем и нижнем течении местами заболочена.
Истоки расположены севернее села Заболотное. Течёт по равнинной территории Надбужанской котловины преимущественно на запад и юго-запад, в нижнем течении — на юг и юго-восток, а в пределах города Буск (недалеко от устья) круто поворачивает на северо-запад и запад. Впадает в Западный Буг на северо-западной окраине Буска (на территории бывшего села Остапковцы).
В прошлом Ракитная была правым притоком реки Слотвина, которая протекает частично параллельно ей и немного южнее. Позже приустьевый участок Слотвины выпрямили и отделили от Ракитной (в настоящее время в этом месте проходит объездная дорога Буска — отрезок автодороги М-06).